# Federación Nacional de Cafeteros de Colombia
Federación Nacional de Cafeteros de Colombia (deutsch Nationalverband der Kaffeeanbauer von Kolumbien, FNC) ist eine Interessen- und Berufsorganisation Kolumbiens mit Sitz in Bogotá. Sie befasst sich mit den Anliegen und der Repräsentation von mehr als einer halben Million kolumbianischer Kaffeeerzeuger – sowohl national wie auch international.
Im Jahre 2017 haben seine Mitglieder insgesamt 14,2 Millionen Sack hochwertigen Kaffees, davon alleine knapp 13 Mio. für den Export, à 60 Kilogramm produziert. Die Organisation wird von dem Ökonom Roberto Vélez Vallejo als Geschäftsführer geleitet.

## Geschichte
Die Kaffeepflanze ist, abgesehen von der Cocapflanze, das wichtigste und einträglichste Agrarprodukt Kolumbiens. Im Jahr 1927 beschlossen die kolumbianischen Kaffeeanbauer eine Organisation zu gründen, die sie national und international repräsentiert. So wurde der Nationalverband der Kaffeeanbauer Kolumbiens (FNC) geboren, der heute als eine der größten landwirtschaftlichen NGOs der Welt gilt. Der FNC arbeitet gemeinnützig und ist politisch unabhängig.

## Organisation
Seit 1927 ist die FNC das wichtigste Gremium in der Landwirtschaft Kolumbiens, mit Präsenz in allen ländlichen Gebieten, wo Kaffee produziert wird. Die Arbeit des Verbandes dreht sich um die Kaffeebauern und deren Familien und soll sicherstellen, dass der kolumbianische Kaffee auf nachhaltige Weise angebaut, gemeinsame Interessen innerhalb der Kaffeeanbaugemeinschaften gestärkt und Café de Colombia in den USA und auch in der Europäischen Union als eingetragenes Prüf- und Markenzeichen positioniert wird.
Federación Nacional de Cafeteros de Colombia vertritt mehr als 540.000 Kaffeeanbauer-Familien, ist demokratisch aufgebaut, sowie mit einer gewerkschaftlichen Struktur versehen um die notwendigen Entscheidungen rund um Anbau und Vermarktung zu treffen und durchzusetzen. Die gemeinsam entwickelten Prioritäten kommen ausschließlich dem Gemeinwohl der Kaffeebauern und deren Familien zuteil. Wichtigstes Ziel ist es dabei die Lebensqualität der Kaffeeproduzenten zu erhöhen. Die FNC ist auch in der Forschung tätig, was zur Optimierung der Produktionskosten und der Kaffeequalität beiträgt. Dabei wird mit einer Regulierung sowohl die Vermarktung des geernteten Kaffees maximiert als auch der Verkaufspreis optimiert.